# Callanthias
Callanthias Lowe, 1839 è un genere di pesci ossei marini appartenenti alla famiglia Callanthidae.

## Distribuzione e habitat
Le specie del genere sono presenti principalmente nelle fasce subtropicali e, in misura minore, tropicali degli oceani Indiano e Pacifico. C. ruber si trova invece nell'Oceano Atlantico orientale e nel mar Mediterraneo.
Si trovano soprattutto nel piano circalitorale anche se alcune specie si possono incontrare a minori profondità.

## Specie
- Callanthias allporti
- Callanthias australis
- Callanthias japonicus
- Callanthias legras
- Callanthias parini
- Callanthias platei
- Callanthias ruber
- Callanthias splendens